# Сэйлс, Хант
Хант Сэйлс (англ. Hunt Sales; род. 2 марта 1954 года, Детройт, штат Мичиган, Соединённые Штаты) — американский барабанщик, сотрудничавший с Тоддом Рундгреном, Игги Попом и Дэвидом Боуи. Младший брат бас-гитариста Тони Сэйлса, с которым, одно время, формировал ритм-секцию.

## Карьера
Первую группу Хант сформировал ещё в детстве (вместе со своим братом Тони), она носила шуточное название Tony and the Tigers. В 1966 году они выступили в телепередаче Hullabaloo, а также на детройтском танцевальном шоу Time with Robin Seymour.
В 1976 году Хант присоединился к хард-рок-трио Paris сформированному Бобом Уэлчем, гитаристом и автором песен ранее выступавшим в Fleetwood Mac. Группа (в которую также входил бывший басист Jethro Tull Гленн Корник) просуществовало недолго, выпустив два альбома на Capitol Records. Хант принимал участие в записи второй пластинки коллектива — Big Towne, 2061 — сыграв там на ударных.
В 1977 году, вместе со своим братом Тони, Хант сформировал ритм-секцию для второго сольного альбома Игги Попа Lust for Life. Впоследствии продюсер пластинки Дэвид Боуи, которому понравилось сотрудничество с музыкантами, вспомнил о братьях и пригласил их присоединиться к своему проекту Tin Machine в конце 1980-х.
Хант участвовал в записи саундтреков к следующим фильмам:
- 1992 «Хихикающий доктор» (автор песни: «Stateside»)
- 1989 «Рабы Нью-Йорка» («Fall in Love with Me»)
- 1988 «Кустари» (автор песни: «Now That You’re Gone»)
- 1987 «Американский ниндзя 2: Столкновение» (продюсер песни: «Tell About Mary»)

Хант также снялся в качестве актёра в следующих проектах:
- 1991 «История с ограблением» (вместе с Дэвидом Боуи и Иман, барабанщик)
- 1990 «Байки из склепа» (телесериал) — эпизод «For Cryin' Out Loud», барабанщик
- 1966 «I’ve Got a Secret»[англ.] (телесериал) — в роли самого себя

В 2000-х Хант переехал в Остин, штат Техас, где занимается продюсированием и сессионной работой. Он был участником группы под руководством Чарли Секстона, которая была частью проекта Los Super Seven.
В 2019 году Хант Сэйлс выпустил сольный альбом.

## Личная жизнь
Хант — сын известного телевизионного комика Супи Сэйлса. Имеет двух дочерей: Кали и Шугар, родившихся в 1990-м и 2007-м году соответственно.

## Дискография

### Совместно с Тоддом Рандгреном
- Runt[англ.] (1970)
- Runt: The Ballad of Todd Rundgren[англ.] (1971)
- ‘’Something/Anything?[англ.]’’ (1972)

### Совместно с группой Paris
- Big Towne, 2061[англ.] (1976)

### Совместно с Игги Попом
- Kill City (записан в 1975 году, выпущен в 1977 году) [играл на двух песнях]
- Lust For Life (1977)
- TV Eye Live 1977 (1978)

### Совместно с группой Tender Fury
- Garden of Evil (1990)

### Совместно с группой Tin Machine
- Tin Machine (1989)
- Tin Machine II (1991)
- Tin Machine Live: Oy Vey, Baby (1992)

### Прочие записи
- Heard It on the X, как часть проекта Los Super Seven[англ.] (Telarc[англ.], 2005)

### Сольные альбомы
- Get Your Shit Together, под заголовком Hunt Sales Memorial (2019)